# مغارات سوق الحد
مغارات سوق الحد أو لغواري هي مغارات وكهوف تقع في بلدية سوق الحد ضمن منطقة الثنية في ولاية بومرداس.
وتقع هذه المغارات في جبال الخشنة.

## الجغرافيا
تمتد أروقة «مغارات سوق الحد» على شكل متاهات تحت الأرض لعدة كيلومترات ما بين قرية آيت حمادوش وقرية قدارة وقرية آيت خليفة.
وتتقاسم ثلاث بلديات في ولاية بومرداس الفضاء الجغرافي الذي تمر عبره دهاليز هذه المغارات، هي بلديات سوق الحد والثنية وبني عمران.
وتقع هذه المغارات على بعد 3 كلم إلى الجنوب من بلدية الثنية في اتجاه قرية العزلة، و 2 كلم إلى الغرب من بلدية سوق الحد، و 3 كلم إلى الشمال من بلدية بني عمران.
ويسري وادي قداش غير بعيد عن هذه المغارات لينحدر نحو الشرق في اتجاه وادي يسر.

## الاستكشاف
تم استكشاف «مغارات سوق الحد» ابتداء من العام 1874م قصد استغلالها واستثمارها إلا غاية العام 1906م.
وتم بعد ذلك إعادة الاستثمار في المنجم ابتداء من العام 1946م.

## الموقع
تقع «مغارات سوق الحد» غير بعيد عن الشريط الساحلي لولاية بومرداس على بعد 14 كلم إلى الجنوب من ميناء زموري، وعلى بعد 4 كلم إلى الغرب من سد بني عمران وعلى بعد 3.5 كلم إلى الجنوب الشرقي من سد الثنية.
وهذا الموقع الرائع في جبال الخشنة المطلة على الشريط الساحلي والواجهة البحرية، يجعل منه موقعا استراتيجيا مقابلا للطريق الوطني رقم 5.
تقع «مغارات سوق الحد» على بعد 13 كلم إلى الجنوب الشرقي من مدينة بومرداس، وتطل على وادي يسر.
وتقع هذه المغارات في مرتفعات منطقة القبائل.

## الصخور
تتكون أرضية وجدران «مغارات سوق الحد» من صخور صلبة.
وقد تم استغلال أعماق هذه المغارات أثناء الاحتلال الفرنسي للجزائر من أجل استخراج بعض الحجارة والمعادن.

## المعادن
تحتوي أعماق «مغارات سوق الحد» على العديد من المعادن التي جعلت الاحتلال الفرنسي يحولها إلى منجم هام في منطقة الثنية.
فكانت كميات من الحصى المخلوط بمعدن المرو تستخرج من دهاليز هذه المغارات.
كما تم تطوير المنجم لاستخراج خام الحديد الذي كانت سكة حديدية تنقله إلى مشارف سفح بلدية سوق الحد ليتم إنزال المعدن الحديدي الخام بواسطة مصعد هوائي إلى غاية محطة قطار سوق الحد الخاصة بسكة الحديد.
وقد تم تطوير المساحة المحاذية لمدخل «مغارات سوق الحد» ابتداء من العام 1951م من أجل استخراج وتجميع كميات الهيماتيت، والشيست، والكوارتزيت.
وكانت عربات القطار تنقل هذه المعادن الخام من محطة قطار سوق الحد إلى غاية محطة قطار القصبة قصد إيصالها إلى مصانع التحويل.
ويتميز المعدن الخام المستخرج من هذه المغارات باحتوائه كمية متوسطة من أكسيد الحديد والبيريت والريوليت والميكاشيست  · .

## التاريخ
كانت «مغارات سوق الحد» أثناء ثورة التحرير الجزائرية مأوى للمجاهدين من «الولاية الثالثة التاريخية» و«الولاية الرابعة التاريخية» من بين ولايات ثورة التحرير الجزائرية.
ومباشرة بعد انعقاد مؤتمر الصومام في 20 أوت 1956م، أصبحت دهاليز «مغارات سوق الحد» مركزا لقيادة العمليات الفدائية ضد الاحتلال الفرنسي للجزائر.
فقامت الإدارة الاستيطانية الفرنسية باستهداف كل جبال الخشنة وبوزقزة والثنية من أجل اقتلاع نظام الثورة التحريرية أثناء خريف 1956م وشتاء 1957م.
وبعد أن تم تدمير قرى «عرش آيث عيشة» والقرى المجاورة لها، توجه الجيش الفرنسي نحو «مغارات سوق الحد» أين نشبت معركة كبيرة في شهر فيفري 1957م استشهد على إثرها أربعة مجاهدين جزائريين هم محمد بن طالب وعلي كوروغلي والوناس رقاص وأمحمد بن طالب بعد أن حوصروا داخل ممرات المغارات.

## مكتبة الصور

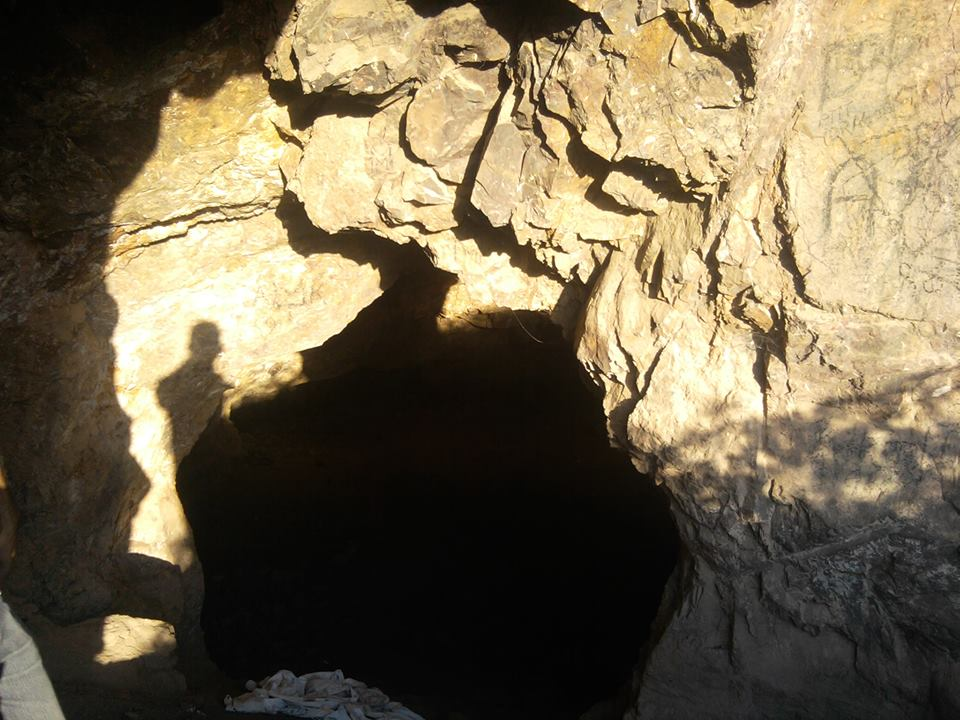
مدخل مغارات سوق الحد
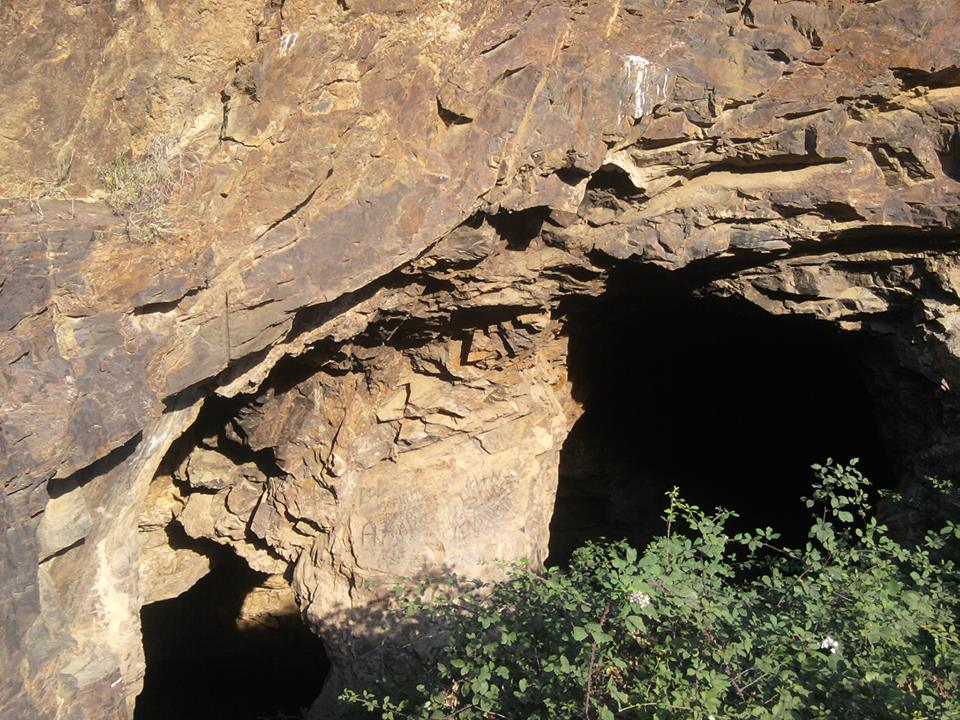
مدخل مغارات سوق الحد
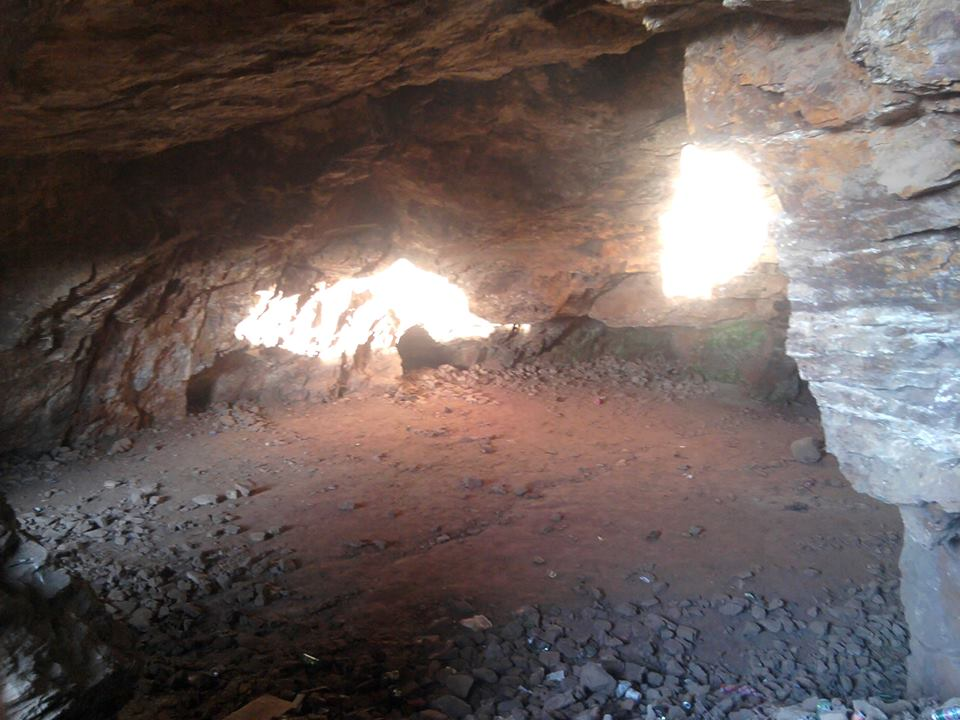
حجرة مغارات سوق الحد